# District de Minh Long
Minh Long est un district rural de la province de Quảng Ngãi dans la région de la  côte centrale du Sud du Vietnam.

## Présentation
Le district a une superficie de 216 km2. 
Le chef-lieu du district est Long Hiệp.